# Alongkorn Sitthichai
Alongkorn Sitthichai (thailändisch อลงกรณ์ สิทธิไชย, * 28. Juli 1997), auch als The Big bekannt, ist ein thailändischer Fußballspieler.

## Karriere
Alongkorn Sitthichai erlernte das Fußballspielen in Jugendmannschaft von Bangkok Glass. Von 2017 stand er beim Rangsit FC und dem North Bangkok University FC unter Vertrag. 2019 wechselte er zu Thai Honda Ladkrabang. Der Verein aus der thailändischen Hauptstadt Bangkok spielte in der zweiten Liga, der Thai League 2. 2019 absolvierte er sieben Zweitligaspiele für Thai Honda. Ende 2019 gab Thai Honda bekannt, dass man sich aus dem Ligabetrieb zurückzieht. Anfang 2020 unterschrieb er einen Vertrag beim Songkhla FC. Mit dem Verein aus Songkhla spielte er in der vierten Liga, der Thai League 4, in der Southern Region. Nach zwei Spieltagen wurde die Saison unterbrochen. Während der Unterbrechung beschloss der Verband, dass nach Wiederaufnahme des Spielbetriebes die dritte und die vierte Liga zusammengelegt werden. Mit Songkla spielte er fortan in der Southern Region der dritten Liga. Mit Songkhla wurde Meister der Region. In den Aufstiegsspielen zur zweiten Liga schied man in der Gruppenphase aus. Im Juli 2021 wechselte er in die Eastern Region der dritten Liga. Hier unterschrieb er einen Vertrag beim Bankhai United FC. Für den Drittligisten bestritt er 17 Ligaspiele. Im Dezember 2022 wechselte er zum Zweitligisten Raj-Pracha FC. Am Ende der Saison musste er mit dem Verein aus Bangkok den Weg in die dritte Liga antreten. Für Raj-Pracha bestritt er fünf Ligaspiele. Nach dem Abstieg verließ er den Verein und schloss sich dem Drittligisten STK Muangnont FC an. Mit dem Verein aus Ayutthaya spielte er 18-mal in der Bangkok Metropolitan Region der Liga. Im August 2024 wechselte er in die Southern Region. Hier schloss er sich dem Pattani FC an.

## Erfolge
Songkhla FC
- Thai League 3 – South: 2020/21